# Steine am Fluss

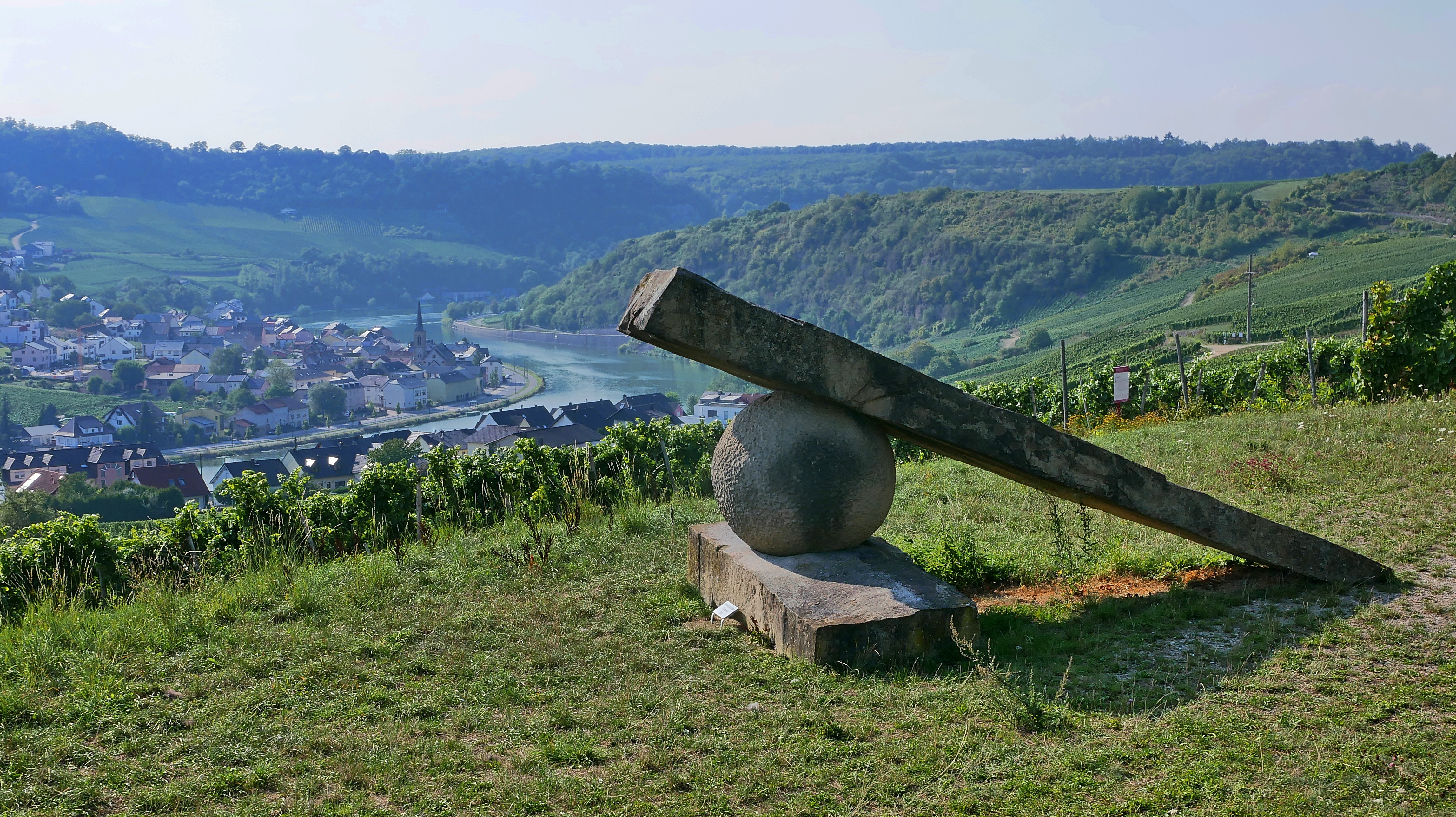
Knie mit Gelenk

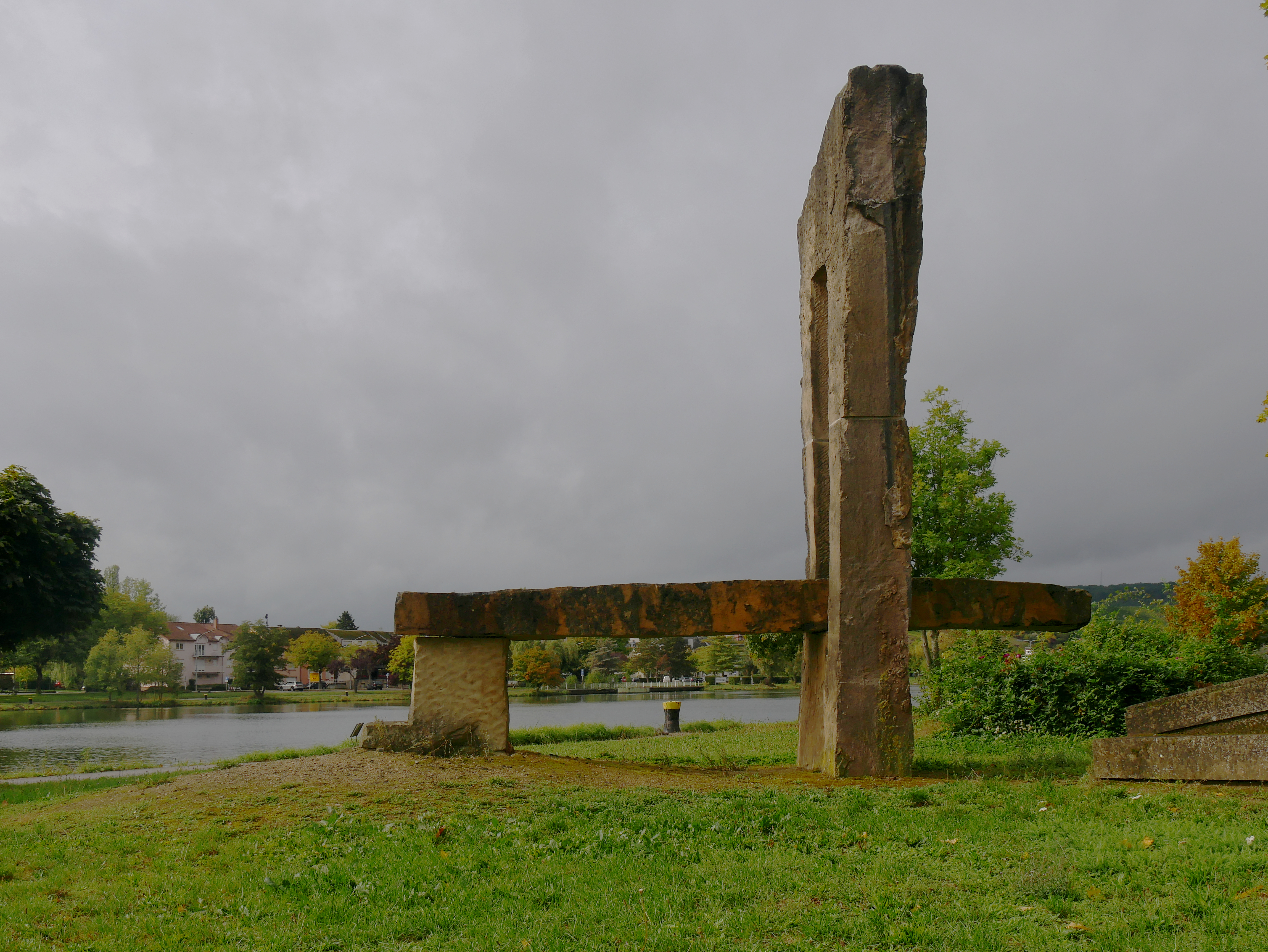
Communicare

Steine am Fluss an der Obermosel ist ein Projekt der Verbandsgemeinden Konz und Saarburg im Rahmen des landesweiten Skulpturenweg Rheinland-Pfalz. Ebenso ist es Teil der völkerverbindenden Straße des Friedens, einem künstlerischen Projekt von Otto Freundlich, das von der normannischen Küste bis nach Moskau führt.

## Projektbeschreibung
Die Förderung des Landes Rheinland-Pfalz von Kunstprojekten im öffentlichen Raum führte mit zwei Bildhauersymposien 1999 und 2001 zur Entstehung des Skulpturenwegs. Seine sechzehn Werke sind entlang einem etwa dreißig Kilometern langen Radweg parallel zur B 419 zwischen Konz und Palzem aufgestellt. Konz ist auch Ausgangsort des Skulpturenwegs Skulpturen am Fluss.

## Künstler und Werke
| Bezeichnung                                | Standort                                                                       | errichtet | Künstler                         | Anmerkungen | Bild                    |
| ------------------------------------------ | ------------------------------------------------------------------------------ | --------- | -------------------------------- | --- | ----------------------- |
| Archaische Spuren                          | Auf der Westseite der Saar oberhalb der Brücken bei der Saarmündung (Standort) | 2001      | Isabell Federkeil                | Der Stein steht am westlichen Saarufer ein paar Meter saaraufwärts von den Konzer Saarbrücken. Er symbolisiert den Eingriff des Menschen in die Natur. Die Oberfläche des Steins ist unbearbeitet. Die tief eingehauenen Linien stehen für Verletzungen – archaische Spuren des menschlichen Bemühens um Veränderung. Entstanden im Rahmen des Bildhauersymposiums 2001 in Konz. | Archaische Spuren       |
| Stein an der Mündung der Saar in die Mosel | An der Saarmündung (Westseite) (Standort)                                      | 1999      | Christoph Mancke                 | Dreieckier Stein, in dem man sitzen, stehen und zur Ruhe kommen kann. Entstanden im Rahmen des Bildhauersymposiums in Oberbillig 1999 – Im Hintergrund die Konzer Eisenbahnbrücke über die Mosel und ganz oben die Lichter von Markusberg und Mariensäule in Trier Entstanden im Rahmen des Bildhauersymposiums 1999 in Konz. | Stein an Saarmündung    |
| Kopf Fragment                              | An der Saar zwischen Oberbillig und Wasserliesch (Standort)                    | 2001      | Karl-Heinrich Deutsch            | Karl-Heinz Deutsch stellt den Menschen, genauer gesagt, den menschlichen Schädel ins Zentrum seiner bildhauerischen Arbeit. Sein Visierkopf besteht aus Sandstein, doch die glatt bearbeitete Oberfläche lässt keinerlei Zugeständnisse an die natürliche Form des Steins mehr zu. Entstanden im Rahmen des Bildhauersymposiums 2001 in Konz. | Kopf Fragment           |
| Au bord de l'eau                           | An der Saar am Saarufer im östlichen Bereich von Oberbillig (Standort)         | 1999      | Bertrand Ney                     | Der Luxemburgische Bildhauer nimmt Bezug auf den Fluss der Luxemburg und Deutschland trennt, oder verbindet. Die zweiteilige Plastik liegt in Sichtweite der Fähre, die in Oberbillig mit dem luxemburgischen Wasserbillig verbindet. Entstanden im Rahmen des Bildhauersymposiums 1999 in Konz. | 7                       |
| Steinblock mit Hohlform                    | An der Saar am Saarufer im westlichen Bereich von Oberbillig (Standort)        | 1999      | Albert Hettinger                 | Albert Hettinger hat einen großen Sandsteinblock gespalten und symmetrisch in beide Hälften eine geometrische Form ausgehöhlt. Der Stein wurde anschließend wieder zusammengeschoben und birgt nun – von außen unsichtbar – ein Geheimnis. Entstanden im Rahmen des Bildhauersymposiums 1999 in Konz. | Steinblock mit Hohlform |
| Engel                                      | An der Saar am Saarufer im westlichen Bereich von Oberbillig (Standort)        | 1999      | Georg Ahrens                     | Die Skulptur von Georg Ahrens erinnert an die Vergangenheit dieser Region, in der schon in keltischer Zeit Menhire aufgestellt wurden, die als „Himmelssäulen“, die Verbindungslinien zwischen Erde und Himmel markierten und die von den Menschen als Sitz der Götter verehrt wurden. Engel Nr. 16 (1999). Udelfanger Sandstein, 7 m hoch – Die Skulptur wurde versetzt, da sie am Originalstandort einem Biergarten weichen musste und steht jetzt ein paar Meter moselaufwärts vom „Steinblock mit Hohlform“. Entstanden im Rahmen des Bildhauersymposiums 1999 in Konz. | Engel                   |
| Großer Zeiger                              | Auf dem Grat weit über der Mosel zwischen Wellen und Nittel (Standort)         | 2001      | Helmut Waxweiler                 | Eine Auseinandersetzung mit dem Menschsein. Nur die Hand ist herausgearbeitet, der untere Teil ist unbearbeitet. Als Wahrzeichen markiert er nicht nur geographische Grenzen, sondern auch die kosmischen Grenzen zwischen Himmel und Erde. Entstanden im Rahmen des Bildhauersymposiums 2001 in Konz. | Großer Zeiger           |
| Knie mit Gelenk                            | In den Weinbergen von Nittel (Standort)                                        | 2001      | Hartwig Mülleitner               | Die einzelnen Elemente dieses ehemals kompakten, bodenhaftenden Blocks erfahren in der Neukombination eine Umdeutung In den Weinbergen oberhalb von Nittel, in Sichtverbindung mit dem „Großen Zeiger“ Jürgen Waxweilers, greift er das Motiv der Flussbiegung, des Knies, das die Mosel an dieser Stelle bildet, auf. Die zwischen die beiden langen Elemente geschobene Kugel fungiert als Gelenk, das eine Bewegung überhaupt erst möglich macht. Entstanden im Rahmen des Bildhauersymposiums 2001 in Konz.                                                             | Knie mit Gelenk         |
| Zeichen                                    | Am Bahnübergang südlich der Kläranlage von Nittel (Standort)                   | 2001      | Willi Bauer                      | Tektonisch streng aufgebaut und auf wesentliche Grundformen reduziert steht das „Zeichen“ von Willi Bauer am Moselufer neben dem Bahnübergang etwas Moselaufwärts von Nittel. Entstanden im Rahmen des Bildhauersymposiums 2001 in Konz. | Zeichen                 |
| Wegmarke                                   | Am Bahnübergang südlich der Kläranlage von Nittel (Standort)                   | 2001      | Martine Andernach                | Die Skulptur „Wegmarke“ von Martine Andernach besteht aus einem hellen Granit aus Sardinien dem gleichen Material wie Willi Bauers „Zeichen“. Ein schmaler Schlitz zwischen beiden Teilen ermöglicht einen neuen Blick auf Fluss und Landschaft. Entstanden im Rahmen des Bildhauersymposiums 2001 in Konz. | Wegmarke                |
| Kulturstruktur                             | Direkt am Flussufer zwischen Wincheringen und Wehr (Standort)                  | 2001      | Thomas Föhr                      | Die Plastik am Moselweg zwischen Wincheringen und Wehr erinnert in seiner Form und seiner zurückgenommenen, nur oberflächlich reliefierten Gestaltung sehr stark an die Landmarken oder Hoheitszeichen des Mittelalters, mit denen ein bestimmter Punkt oder ein Revier gekennzeichnet wurde. Er benutzt die archaische Formensprache antiker Steinmetze, wie wir sie in ähnlicher Ausprägung an römischen Sarkophagen finden. Entstanden im Rahmen des Bildhauersymposiums 2001 in Konz.                                                                                   | Kulturstruktur          |
| Impressioni distratte                      | Direkt am Flussufer gegenüber von Ehnen (Standort)                             | 2001      | Claudia Farina                   | „Impressioni distratte“, was man am ehesten mit „Zerstreute Eindrücke“ oder „Flüchtige Impressionen“ übersetzen kann, ist der Titel der zweiteiligen Arbeit, Hommage an die Fischerboote, die die Künstlerin aus ihrem Zimmerfenster am Strand sieht. Entstanden im Rahmen des Bildhauersymposiums 2001 in Konz. | Impressioni distratte   |
| Himmel Leiter                              | Am Flussufer bei Wehr (Standort)                                               | 2001      | Hubert Maier                     | Unterhalb des Ortes Wehr ragt die „Himmel Leiter“ Hubert Maiers auf und markiert – eindeutiger und fordernder noch als die Engelsskulptur von Georg Ahrens oder der „Große Zeiger“ von Jürgen Waxweiler – eine mögliche Verbindungslinie zwischen Himmel und Erde. Entstanden im Rahmen des Bildhauersymposiums 2001 in Konz. | Himmel Leiter           |
| Prière de toucher                          | Am Flussufer bei Werth (Standort)                                              | 2001      | François Weil                    | In Sichtweite zur „Himmel Leiter“ steht François Weils kinetische Arbeit „Prière de toucher“. Durch Berührung versetzt man sie in Bewegung, als sei das natürliche Gewicht gar nicht vorhanden. Dieses Werk entzieht sich wie das „Knie mit Gelenk“ von Hartwig Mülleitner einer eindeutigen Zuordnung zu „Skulptur“ oder „Plastik“. Es bewegt sich auf der Grenze dazwischen, denn im Grunde verbindet es beides miteinander. Entstanden im Rahmen des Bildhauersymposiums 2001 in Konz.                                                                                   | Prière de toucher       |
| Zwei Wellen                                | Am Flussufer bei Werth Nähe Bahnhof (Standort)                                 | 2001      | Susanne Specht                   | Breit gelagert ruhen die beiden Steine nebeneinander und laden den Besucher zum Sitzen und Ausruhen ein. Die Bank oder der einzelne Sitz sind nicht bloße Form, sondern auch durchdachte Funktion. Entstanden im Rahmen des Bildhauersymposiums 2001 in Konz. | Zwei Wellen             |
| Communicare                                | Am Flussufer bei Palzem Nähe Bahnhof (Standort)                                | 2001      | Claudia Farina und Ulrich Müller | Claudia Farina und Ulrich Müller Communicare. Entstanden im Rahmen des Bildhauersymposiums 2001 in Konz. | Communicare             |

Die Reihenfolge entspricht der Projektbeschreibung von Kulturland Rheinland-Pfalz.